# パインハースト・リゾート
パインハースト・リゾート（Pinehurst Resort）は、アメリカ合衆国ノースカロライナ州のパインハースト村にあるゴルフ場。

## 概要
パインハースト・リゾートは全部で8つのコースがある全米最大のゴルフコースである。世界でも中国のミッションヒルズGCに次いで2番目に位置している。1895年に最初のコースが完成し、過去3回全米オープンの開催などの実績を持つNo.2コースは1907年にドナルド・ロスによって設計された。
クラブハウス前には1999年の全米オープンで優勝し、その年の10月に飛行機事故で死亡したペイン・スチュワートの銅像がある。銅像には最終日の18番、決めれば優勝、入らなければフィル・ミケルソンとのプレーオフという大事なパーパットを決め、ガッツポーズするスチュワートの姿が描かれている。
2014年には史上初めて、同一会場で全米オープンと全米女子オープンが開催された。2024・29・35・41・47年には同地で全米オープンの開催が予定されている。

## メジャー大会開催実績
| Year   | Tournament         | 優勝                                                                   | 優勝賞金 ($) |
| ------ | ------------------ | ---------------------------------------------------------------------- | ------------ |
| 1936年 | 全米プロ           | デニー・シュート                                                       | 1,000        |
| 1951年 | ライダーカップ     | アメリカ合衆国                                                         | n/a          |
| 1962年 | 全米アマ           | Labron Harris Jr.                                                      | n/a          |
| 1994年 | 全米シニアオープン | Simon Hobday                                                           | 145,000      |
| 1999年 | 全米オープン       | ペイン・スチュワート                                                   | 625,000      |
| 2005年 | 全米オープン       | マイケル・キャンベル                                                   | 1,170,000    |
| 2008年 | 全米アマ           | ダニー・リー                                                           | n/a          |
| 2014年 | 全米オープン       | マルティン・カイマー                                                   | 1,620,000    |
| 2014年 | 全米女子オープン   | ミシェル・ウィー                                                       | 720,000      |
| 2019年 | 全米アマ           | アンディ・オグルトゥリー                                               | n/a          |
| 2024年 | 全米オープン       | ブライソン・デシャンボー                                               | 4,300,000    |
| 2029年 | 全米オープン       | [[ファイル:{{country flag alias {{{1}}}}}\|border\|25x20px\|不明の旗]] |              |
| 2029年 | U.S. Women's Open  | [[ファイル:{{country flag alias {{{1}}}}}\|border\|25x20px\|不明の旗]] |              |
| 2035年 | 全米オープン       | [[ファイル:{{country flag alias {{{1}}}}}\|border\|25x20px\|不明の旗]] |              |
| 2041年 | 全米オープン       | [[ファイル:{{country flag alias {{{1}}}}}\|border\|25x20px\|不明の旗]] |              |
| 2047年 | 全米オープン       | [[ファイル:{{country flag alias {{{1}}}}}\|border\|25x20px\|不明の旗]] |              |

- All professional tournaments and 1962 U.S. Amateur held at Course No. 2. 2008 and 2019 U.S. Amateur qualifying rounds played on No. 2 & 4. 2019 U.S. Amateur played final on No. 2 & 4.[3]